# Affaire des vingt classes
L'affaire des vingt classes est une conscription menée par le gouvernement turc pendant la Seconde Guerre mondiale pour enrôler dans l'armée les hommes des minorités non turques, principalement des Arméniens, des Grecs, des Assyriens (en) et des Juifs.
La conscription commence en mai 1941, sans aucun préavis. Les vingt classes d'âge, issues des peuples minoritaires, comprennent des personnes âgées et des personnes avec handicap mental de vingt-cinq à quarante-cinq ans. Les engagés ne reçoivent aucune arme et ils sont rassemblés au camp de travail d'Aşkale (tr) pour y fabriquer du matériel militaire, construire des bâtiments et des routes et mener des opérations de maintenance sur les routes. Ils sont forcés de travailler dans des conditions très médiocres. L'opinion courante sur ces bataillons voulait que la Turquie, anticipant son entrée dans la Seconde Guerre mondiale, réunissait par avance tous les hommes non Turcs « peu fiables », perçus comme une cinquième colonne potentielle dans le cas où le Troisième Reich attaquerait le pays après avoir envahi les territoires voisins de Grèce et Bulgarie. En juillet 1942, les hommes sont libérés,. Ces bataillons de travaux forcés rappellent ceux de la Première Guerre mondiale.
L'une des intentions principales du gouvernement turc était de s'emparer des biens des minorités nationales (en). Les minorités enrôlées se sont retrouvées démunies car, pendant l'épisode des vingt classes, elles ne pouvaient veiller sur leurs entreprises et ont donc dû vendre leurs sociétés et leurs biens à très bas prix. Après l'affaire des vingt classes s'ensuivent deux autres évènements procédant de motivations presque similaires : Varlık Vergisi et le pogrom d'Istanbul.